# Seznam nemških košarkarjev
Seznam nemških košarkarjev.

## A
- İsmet Akpınar (1995)
- Stephen Arigbabu (1972)

## B
- Danilo Barthel (1991)
- Robin Benzing (1989)
- Uwe Blab (1962)
- Shawn Bradley (1972)

## D
- Mithat Demirel (1978)
- Bastian Doreth (1989)

## F
- Patrick Femerling (1975)

## G
- Robert Garrett (1977)
- Niels Giffey (1991)
- Hansi Gnad (1963)
- Demond Greene (1979)
- Per Günther (1988)

## H
- Misan Haldin (1982)
- Elias Harris (1989)
- Isaiah Hartenstein (1998)
- Patrick Heckmann (1992)
- Johannes Herber (1983)

## J
- Jan Jagla (1981)

## K
- Chris Kaman (1982)
- Alex King (1985)
- Moritz Kleine-Brockhoff (1968)
- Mike Knörr (1966)
- Alexander Kühl (1973)
- Jens Kujawa (1965)

## L
- Maodo Lô (1992)

## M
- Robert Maras (1978)

## N
- Dirk Nowitzki (1978)

## O
- Andreas Obst (1996)
- Tim Ohlbrecht (1988)
- Ademola Okulaja (1975)

## P
- Tibor Pleiß (1989)

## R
- Henrik Rödl (1969)
- Pascal Roller (1976)

## S
- Heiko Schaffartzik (1984)
- Detlef Schrempf (1963)
- Dennis Schröder (1993)
- Sven Schultze (1978)
- Philipp Schwethelm (1989)
- Andreas Seiferth (1989)
- Lucca Staiger (1988)

## T
- Karsten Tadda (1988)
- Daniel Theis (1992)
- Johannes Thiemann (1994)

## V
- Johannes Voigtmann (1992)

## W
- Christian Welp (1964-2015)
- Denis Wucherer (1973)

## Z
- Maik Zirbes (1990)
- Kirsten Zöllner (1981)
- Philip Zwiener (1985)